# روبرت ويليمز
روبرت ويليمز هو لاعب كرة قدم بلجيكي في مركز الوسط، ولد في 6 مايو 1935 في Lier, Belgium ‏ في بلجيكا. لعب مع K.F.C. Dessel Sport ‏.

## وصلات خارجية
- روبرت ويليمز على موقع قاعدة بيانات كرة القدم.إي يو (الإنجليزية)
- روبرت ويليمز على موقع ناشيونال فوتبول تيمز (الإنجليزية)